# روي روبرت ريختر
روي روبرت ريختر (بالإنجليزية: Roy Robert Richter)‏ هو شخصية أعمال أسترالي، ولد في 8 يوليو 1915، وتوفي في 14 ديسمبر 2007.